# Szerelempárlat
A Szerelempárlat (eredeti cím: Destilando Amor) 2007-es mexikói telenovella, amit Fernando Gaitan alkotott. A sorozat az 1994-es Café, con aroma de mujer című kolumbiai sorozat feldolgozása. A főbb szerepekben Angélica Rivera, Eduardo Yáñez, Sergio Sendel, Chantal Andere, Ana Martín, Martha Julia, Alejandro Tommasi és Ana Patricia Rojo látható.
Mexikóban 2007. január 22-én a Canal de las Estrellas, Magyarországon a Zone Romantica mutatta be 2008. november 27-én.

## Történet
|  | Alább a cselekmény részletei következnek! |

A magával ragadó, szenvedélyes, fordulatos szerelmi történet egy festői kis mexikói falucskában, Tequilában, a Montalvo-család tulajdonában lévő "La Montalvena" birtokon kezdődik.
Ide érkezik napszámosként dolgozni a gyönyörű, fiatal lány, Teresa Hernández (Angelica Rivera) édesanyjával, Clarával (Ana Martín). A birtok Amador Montalvo (Joaqin Cordero) tulajdonában van, aki éppen most tért ide vissza, mivel halálos beteg és ezen a helyen akar meghalni. Miután meghal, a család összegyűlik a temetésére, ahol megjelenik Amador két unokája, Rodrigo (Eduardo Yanez) és Aarón (Sergio Sendel). A fiúk egyenes Londonból érkeztek, ahol tanultak. Bár csak unokatestvérek, édes testvérekként szeretik egymást, ám a végrendelet megváltoztatja a viszonyukat. A papírból ugyanis kiderül, hogy az örökli meg a vagyont, akinek a felesége (vagy menyasszonya) elsőként szül fiúgyermeket. Ezt akarja kihasználni Aarón, illetve a menyasszonya, Minerva (Chantal Andere). Aarón ugyanis úgy gondolja, hogy így megkaparinthatja a vagyont, Minerva pedig a pénz mellett Aarónt is maga mellett tarthatná, bár tudja, hogy a férfinek gyengéi a nők.
Ekkor érkezik a birtokra Teresa (akit mindenki Gaviotának hív), akinek az érkezése teljesen megváltoztatja Rodrigo életét. A fiatalok között kiolthatatlan, szenvedélyes szerelem támad, aminek egyikük sem tud ellenállni. Rodrigónak vissza kell utaznia Angliába, hogy megszerezze a doktorátust, ám előtte megígéri Gaviotának, hogy egy év múlva visszatér, feleségül veszi. Egy félreértés folytán Rodrigo teljesen kiábrándul Gaviota-ból és dacból feleségül veszi a csinos és művelt Isadora-t (Martha Julia), aki iránt azonban semmilyen érzelmet nem táplál.
Nem sokkal Rodrigo távozása után Gaviota ráébred, hogy terhes. Elhatározza, hogy Rodrigo után indul Angliába, noha nem beszél nyelveket, és Mexikón kívül még sehol sem járt. Az utazás során azonban olyan dolgok történnek vele, illetve olyan dolgokra jön rá, amikről álmodni se mert. Az átélt élmények megkeményítik Gaviota szívet, aki elhatározza, hogy soha többé nem lesz az a naiv lány, aki volt. Új személyazonosságot vesz fel és Mariana Francóként tér vissza Mexikóba, hogy bosszút álljon mindazokon, akik megbántották...
|  | Itt a vége a cselekmény részletezésének! |

## Szereplők
| Színész              | Szereplő                                                                             | Magyar hang     |
| -------------------- | ------------------------------------------------------------------------------------ | --------------- |
| Angélica Rivera      | Teresa Hernández García "Gaviota" / Mariana Franco Villarreal de Montalvo / Jennifer | Mezei Kitty     |
| Eduardo Yáñez        | Rodrigo Montalvo Santos                                                              | Damu Roland     |
| Sergio Sendel        | Aarón Montalvo Iturbe                                                                | Tarján Péter    |
| Chantal Andere       | Minerva Olmos de Montalvo                                                            | Román Judit     |
| Ana Martín           | Clara Hernández García                                                               | Vándor Éva      |
| Martha Julia         | Isadora Duarte Toledo de Montalvo                                                    | Major Melinda   |
| Alejandro Tommasi    | Bruno Montalvo Gil                                                                   | Barbinek Péter  |
| Ana Patricia Rojo    | Sofía Montalvo Santos                                                                | Peller Anna     |
| René Strickler       | Dr. Alonso Santoveña                                                                 | Tokaji Csaba    |
| Pedro Armendáriz Jr. | Irving Thomas                                                                        | Kertész Péter   |
| Patricia Manterola   | Erika Robledo                                                                        | ?               |
| Joana Benedek        | Pamela Torreblanca                                                                   |                 |
| Julio Alemán         | Roberto Avellaneda                                                                   | Mihályi Győző   |
| Martha Roth          | Pilar Gil Vda. de Montalvo                                                           | Rátonyi Hajni   |
| José Luis Reséndez   | Hilario Quijano                                                                      | Harmath Imre    |
| Olivia Bucio         | Fedra Iturbe de Montalvo                                                             |                 |
| Gustavo Rojo         | Néstor Videgaray                                                                     | ?               |
| Jaime Garza          | Román Quijano                                                                        | ?               |
| Norma Lazareno       | Nuria Toledo de Duarte                                                               | ?               |
| Roberto Vander       | Ricardo Duarte                                                                       | Kassai Károly   |
| Fernanda Castillo    | Daniela Montalvo Santos                                                              | Zsigmond Tamara |
| Julio Camejo         | Francisco de la Vega y Chavero / Chávez                                              | Előd Álmos      |
| Jan                  | Patricio Iturbe Solórzano                                                            | Markovics Tamás |
| Luis Uribe           | Lorenzo Onate                                                                        | ?               |
| Carlos de la Mota    | James O'Brien                                                                        | Élő Balázs      |
| Bibelot Mansur       | Acacia                                                                               | Vadász Bea      |
| Edgardo Eliezer      | Elvis                                                                                | ?               |
| Yuliana Peniche      | Margarita                                                                            | ?               |
| Silvia Ramirez       | Lluvia                                                                               | ?               |
| Miguel Galván        | Carmelo                                                                              | Szinovál Gyula  |
| Luis Couturier       | Artemio Trejo                                                                        | ?               |
| Toño Infante         | Gelasio Barrales                                                                     | ?               |
| David Ostrosky       | Eduardo Saldívar                                                                     | ?               |
| Laura Flores         | Priscilla                                                                            | ?               |
| Luis Mario Quiroz    | Dr. Paulino Tejeiros                                                                 | ?               |
| Jorge Vargas         | Felipe Montalvo Gil                                                                  | Balázsi Gyula   |
| Irma Lozano          | Constanza Santos de Montalvo                                                         | Koffler Gizella |
| Joaquín Cordero      | Don Amador Montalvo                                                                  | Garai Róbert    |
| Maria Prado          | Doña José                                                                            | ?               |

## Érdekességek
- A sorozat 2008-ban a Premios TVyNovelas díjátadón tíz díjat nyert, köztük az év telenovellája díját.
- A főműsoridő (21:00-es sáv) hosszú évek után ismét virágzott a Destilando amornak köszönhetően.
- A csatorna kezdetben Szerelemre várva címmel is promózta a sorozatot.
- Ez a sorozat volt a Zone Romantica csatorna legelső Televisa által gyártott mexikói sorozata.
- Néhány epizód főcímében Szerelmi párlat néven mondja be Tarján Péter a sorozat címét.
- Az USA-ban a sorozat nézettségi rekordokat döntött a premierjekor az Univision csatornán.
- Az előző változatot (Amikor az enyém leszel) Magyarországon szintén a Zone Romantica mutatta be.
- A magyar szinkron a Zone Stúdióban készült Erdélyben, Nagyváradon. A színészeket busszal utaztatták ki külföldre.
- A TV Azteca jogtalannak tartotta, hogy a Televisa remakelte a Café, con aroma de mujer sorozatot, mivel állításuk szerint az eredeti történet feldolgozási joga az ő kezükben volt. A 2001-es Aztecás feldolgozás, az Amikor az enyém leszel a tévétársaság máig egyik legnépszerűbb sorozata. Mi sem bizonyítja ezt jobban, minthogy a Szerelempárlat eredeti vetítésének idején, harmadszorra is megismételték annak reményében, hogy meglovagolhatja a mexikói feldolgozás magas nézettségét.
- A sorozat helyszíne a festői Tequila, azonban a stáb forgatott többek közt Londonban és Párizsban is.
- Angélica Riverának Gaviota volt az utolsó főszerepe. A későbbiekben telenovellákban sem vállalt már szerepet, ugyanis hozzáment Enrique Peña Nieto politikushoz, aki 2012 és 2018 között Mexikó elnöke volt. A házasságuk 2019-ben ért véget.
- Az eredeti tervek szerint Dr. Alonso Santoveña karakterét az eredeti változat, a Café, con aroma de mujer főszereplője, Guy Ecker játszotta volna, ám végül a túlzott hatásvadászság elkerülése végett René Strickler kapta meg a szerepet.
- Az előző feldolgozásokban a kávéjé és a kávéültetvényé volt a főszerep, míg a Szerelempárlatban a tequila és az agávé áll a középpontban.
- A Gaviota becenevet az eredeti változatból emelték át. A Silvia Navarro által alakított főhősnőt Palomának nevezték.
- Angélica Rivera ebben a sorozatban megcsillogtathatta az énektudását is, ugyanis az epizódok során többször dalra fakadt, valamint a széria egyik betétdalát, az Ay Gaviotát is ő énekelte.
- Ana Martín és Martha Julia korábban A mostoha c. sorozatban játszottak együtt.
- Ana Patricia Rojo, Carlos de la Mota és René Strickler a későbbiekben ismét együtt játszottak a Maricruz sorozatban. Rojo és Strickler az Árva angyal, a Que te perdone Dios és A sors útjai sorozatokban is együtt szerepeltek.
- Angélica Rivera, Olivia Bucio és Joana Benedek az Angela című sorozatban is szerepeltek már együtt.
- Alejandro Tommasi és Olivia Bucio már játszottak együtt Az ősforrásban is.
- Sergio Sendel, Chantal Andere, Jan, Martha Roth és Gustavo Rojo korábban már játszottak együtt A betolakodó című sorozatban.
- Ana Martín, Julio Alemán, Gustavo Rojo és Raúl Padilla "Chóforo" már játszottak együtt az Acapulco szépe című sorozatban is.
- Chantal Andere és Ana Patricia Rojo korábban már játszottak együtt az El noveno mandamiento sorozatban, ahol anya-lánya kapcsolatuk volt. Közös jelenetük, azonban egy sem volt, ugyanis előbbi az első, utóbbi pedig a második etapban szerepelt.
- Joaquín Cordero, Roberto Vander és Norma Lazareno korábban a Szeretni bolondulásig c. sorozatban is szerepeltek együtt.
- Chantal Andere és Sergio Sendel A betolakodó című sorozatban szintén egy párt alakítottak.
- Angélica Rivera és Ana Martín az Angela című sorozatban szintén anya-lánya kapcsolatban álltak egymással.

## Korábbi változatok
- A történet eredeti változata az 1994-95-ös kolumbiai Café, con aroma de mujer, melynek főszereplői Margarita Rosa de Francisco és Guy Ecker voltak.
- Az első remake a 2001-2002-ig készült mexikói Amikor az enyém leszel (Cuando seas mía) a TV Aztecától. Főszereplői: Silvia Navarro és Sergio Basáñez.

## Zeneszámok
1. "Por Amarte" - Pepe Aguilar
2. "Ay Gaviota" - Angélica Rivera (Gaviota)
3. "La Campirana" - Destilando Amor
4. "Llegando a Ti" - Angélica Rivera (Gaviota)
5. "Esos Altos de Jalisco" - Angélica Rivera (Gaviota)
6. "Campo Abierto" - Destilando Amor
7. "Esta Triste Guitarra" - Pepe Aguilar
8. "Penas del Alma" - Angélica Rivera (Gaviota)
9. "Enamorandonos" - Destilando Amor
10. "Cielo Rojo" - Pepe Aguilar
11. "Musica del Campo" - Destilando Amor
12. "Corazoncito Tirano" - Angélica Rivera (Gaviota)
13. "Echame a Mi la Culpa" - Pepe Aguilar
14. "Luz de Luna" - Angélica Rivera (Gaviota)
15. "Ilusion de Amarte" - Destilando Amor
16. "El Impedimento" - Destilando Amor
17. "Poder y Soberbia" - Destilando Amor
18. "Gaviota (Son Jalisciense)" - Angélica Rivera (Gaviota)